# HR 4908
HR 4908 (HD 112244) es una estrella de magnitud aparente +5,32
situada en la constelación de la Cruz del Sur.
De acuerdo a la nueva reducción de los datos del satélite Hipparcos, su paralaje es de 0,74 ± 0,25 milisegundos de arco, por lo que estaría situada a unos 1350 pársecs (4400 años luz) del sistema solar; sin embargo, otro estudio basado en la línea CaII del espectro, reduce esta distancia a 903 pársecs (2945 años luz).
HR 4908 es una supergigante azul de tipo espectral O9Ibe.
Esta clase de estrellas, extraordinariamente luminosas y masivas, son muy escasas en la galaxia, cabiendo señalar a Naos (ζ Puppis), τ Canis Majoris y 19 Cephei entre las más notables.
HR 4908 tiene una luminosidad 525.000 veces mayor que la del Sol, así como una elevada temperatura efectiva que alcanza los 32.600 K.
Gira sobre sí misma con una velocidad de rotación proyectada de 147 km/s.
Es una estrella masiva con una masa de 31,8 ± 14,0 masas solares y tiene una edad de sólo 3,1 ± 0,1 millones de años.
Al igual que otras estrellas de tipo O, HR 4908 es una estrella fugitiva que se mueve por el espacio con una velocidad inusitadamente alta en comparación con otras estrellas circundantes.
Por otra parte, forma una estrella doble con una gigante naranja de tipo K0III y magnitud +11,8, siendo la separación visual entre ambas estrellas de 29,1 segundos de arco.
No obstante, se piensa que ambas estrellas no están físicamente relacionadas y no forman un verdadero sistema binario.